# Powiat Rohrbach
Powiat Rohrbach (niem. Bezirk Rohrbach) – powiat w Austrii, w kraju związkowym Górna Austria, w Mühlviertel. Siedziba powiatu znajduje się w mieście Rohrbach-Berg.

## Geografia
Powiat Rohrbach graniczy z następującymi powiatami: na północnym zachodzie Schärding, na południu Eferding, na wschodzie Urfahr-Umgebung. Na zachodzie powiat graniczy z Niemcami, a na północy z Czechami, granicę południową stanowi Dunaj.

## Podział administracyjny
Powiat podzielony jest na 37 gmin, w tym jedną gminę miejską (Stadt), 15 gmin targowych (Marktgemeinde) oraz 21 gmin wiejskich (Gemeinde).
| Miasta 1. Rohrbach-Berg (5.239) Gminy targowe 1. Aigen-Schlägl (3.225) 2. Altenfelden (2.276) 3. Haslach an der Mühl (2.600) 4. Hofkirchen im Mühlkreis (1.549) 5. Kollerschlag (1.539) 6. Lembach im Mühlkreis (1.525) 7. Neufelden (1.203) 8. Niederwaldkirchen (1.860) 9. Oberkappel (764) 10. Peilstein im Mühlviertel (1.574) 11. Putzleinsdorf (1.550) 12. Sarleinsbach (2.238) 13. St. Martin im Mühlkreis (3.812) 14. St. Peter am Wimberg (1.712) 15. Ulrichsberg (2.876) | Gminy 1. Arnreit (1.185) 2. Atzesberg (453) 3. Auberg (594) 4. Helfenberg (1.594) 5. Hörbich (424) 6. Julbach (1.546) 7. Kirchberg ob der Donau (1.078) 8. Klaffer am Hochficht (1.344) 9. Kleinzell im Mühlkreis (1.720) 10. Lichtenau im Mühlkreis (482) 11. Nebelberg (649) 12. Neustift im Mühlkreis (1.478) 13. Niederkappel (991) 14. Oepping (1.545) 15. Pfarrkirchen im Mühlkreis (1.416) 16. Schwarzenberg am Böhmerwald (575) 17. St. Johann am Wimberg (1.021) 18. St. Oswald bei Haslach (515) 19. St. Stefan-Afiesl (1.110) 20. St. Ulrich im Mühlkreis (690) 21. St. Veit im Mühlkreis (1.320) |
| (liczba mieszkańców 1 stycznia 2023) | |

## Zmiany administracyjne
- 1 maja 2015
  - połączenie gminy targowej Aigen im Mühlkreis z gminą Schlägl w gminę targową Aigen-Schlägl
  - połączenie gminy Berg bei Rohrbach z miastem Rohrbach in Oberösterreich w miasto Rohrbach-Berg
- 1 stycznia 2018
  - przyłączenie gminy Schönegg do gminy Vorderweißenbach w powiecie Urfahr-Umgebung
- 1 stycznia 2019
  - połączenie gminy St. Stefan am Walde z gminą Afiesl w gminę St. Stefan-Afiesl
  - przyłączenie gminy Ahorn do gminy Helfenberg